# Jesuiten-Flüchtlingsdienst

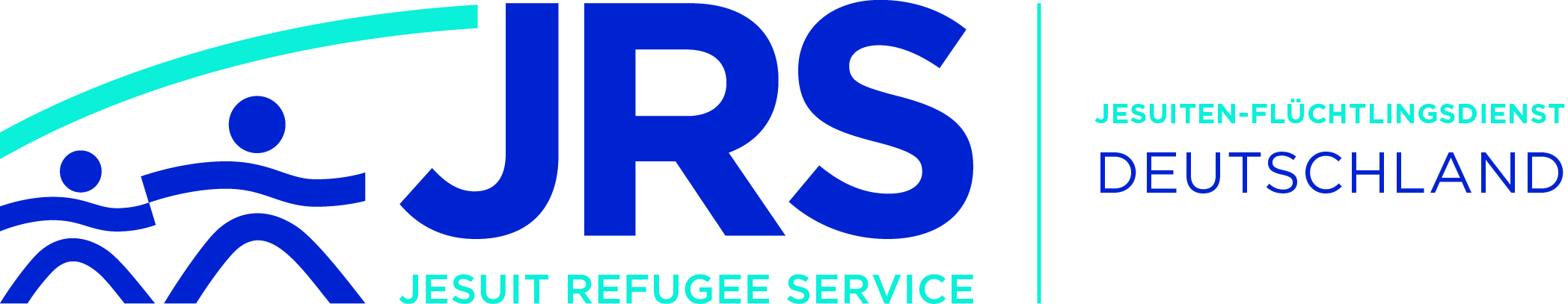
Logo des Jesuiten-Flüchtlingsdienstes Deutschland

Der Jesuiten-Flüchtlingsdienst, international als Jesuit Refugee Service JRS bekannt, ist eine internationale katholische Hilfsorganisation der Jesuiten mit Sitz in Rom. Er ist seit dem Jahr 1980 für Migration und Flüchtlinge weltweit tätig, seit 1995 auch in Deutschland.

## Geschichte
Der Jesuit Refugee Service wurde am 14. November 1980 als Antwort der Gesellschaft Jesu auf das sich ständig verschärfende weltweite Flüchtlingsproblem gegründet. Die Gründung war eine Initiative des damaligen Generaloberen des Jesuitenordens P. Pedro Arrupe SJ angesichts des Elends der vietnamesischen Bootsflüchtlinge. Seit 2000 ist die Hilfsorganisation als eine Stiftung des Vatikans registriert. Nach dem Selbstverständnis der Jesuiten gehört die Förderung der Gerechtigkeit notwendig zum Dienst am Glauben dazu.
Im Jahr 2018 betreute der JRS Flüchtlinge weltweit fast eine Million Menschen in 57 Ländern bei Lebensunterhalt, Bildung, Versöhnung sowie psychische Gesundheit. Insgesamt arbeiten fast 9.000 Personen für den JRS. Unterteilt sind die Länder in sieben Regionen mit je einem übergeordneten Büro. Der Hauptsitz ist in Rom und teilt sich auf in neun Regionalbüros. Der Jesuiten-Flüchtlingsdienst in Deutschland gehört zur Region Europa mit einem Regionalbüro in Brüssel.
Von 2007 bis 2015 wurde der JRS von dem deutschen Jesuiten P. Peter Balleis SJ geleitet. Von 2015 bis 2023 war Thomas Smolich SJ der Direktor des JRS International. Ihm folgte 2023 der deutsche Jesuit Michael Schöpf SJ.

## Tätigkeit in Deutschland
Der Jesuiten-Flüchtlingsdienst engagiert sich in Berlin, Eisenhüttenstadt, Essen, Eichstätt, Erding und München in der Seelsorge in Erstaufnahmeeinrichtungen, Gemeinschaftsunterkünften und Abschiebungshaftanstalten. Außerdem unterstützt er Geflüchtete, Migranten und Menschen mit unsicherem oder ohne Aufenthaltsstatus, damit sie ihre Rechte wahrnehmen und ihre Zukunft selbstbestimmt gestalten können. Dafür bietet er in Berlin kostenlose Beratung zu asyl-, aufenthalts- und sozialrechtlichen Fragen an und berät bundesweit Kirchengemeinden sowie Gemeinschaften in Fragen des Kirchenasyls. In einem integrativen Wohnprojekt in Essen leben Jesuiten gemeinsam mit Geflüchteten.
Um die Stimmen Geflüchteter in der Öffentlichkeit zu stärken, sorgt der JRS Deutschland außerdem für anwaltlichen Beistand in behördlichen und gerichtlichen Verfahren, betreibt politische Lobbyarbeit, beteiligt sich an gesellschaftlichen Debatten und fördert die Partizipation von Menschen mit Migrationshintergrund. Um mit ihnen Lebenswirklichkeiten darzustellen, initiiert der Jesuiten-Flüchtlingsdienst Ausstellungen. Neben dieser kontinuierlichen Arbeit reagiert er auf aktuelle Herausforderungen und initiiert flexible Unterstützungsangebote. Durch die Initiative junger Geflüchteter entstand beispielsweise während der Covid-19-Pandemie die Unterstützungsaktion „JRS hilft“.
Der Jesuiten-Flüchtlingsdienst ist Gründungsmitglied im Katholischen Forum „Leben in der Illegalität“, das sich für die sozialen Rechte von Menschen ohne Aufenthaltsstatus einsetzt. Außerdem ist er Initiator einer Abschiebungsbeobachtung am Flughafen Berlin-Brandenburg, bei welcher die Durchführung von Abschiebungen überwacht wird.
Direktor des deutschen Jesuiten-Flüchtlingsdienstes ist Pater Claus Pfuff SJ, der die Leitung im Sommer 2018 von Pater Fridolin Pflüger SJ († 19. Juni 2021) übernahm. Er ist außerdem Flüchtlingsseelsorger im Erzbistum Berlin und Vertreter des Erzbistums in der Berliner Härtefallkommission. Rechtsträger des Jesuiten-Flüchtlingsdienstes Deutschland ist die Deutsche Region der Jesuiten KdöR mit Sitz in München.